# Лимож (округ)
Лимо́ж (фр. Limoges) — округ (фр. arrondissement) во Франции, в департаменте Верхняя Вьенна, регион Новая Аквитания. Центр округа (супрефектура) — город Лимож.
Население округа на 2006 год составляло 289 279 человек. Плотность населения 98 чел./км². Площадь округа 2945 км².